# Глинки (Горностаевское поселение)
Глинки — село в Михайловском районе Рязанской области России. Входит в состав Горностаевского сельского поселения.

## Этимология
Название дано по реке, в соответствии с топонимической моделью на -и(-ы).
Имя реки объясняется её глинистыми берегами.

## География
Село находится на р. Глинке около с. Шепелёвка.

## История
Впервые упоминается в 1594/1597 гг. как деревня(пустошь?) Глинище Моржевского стана.
В 1720—1721 годах Глинками владел поручик лейб-гвардии Преображенского полка Шепелёв Д. А., а в 1723 году владелицей числится Марья Шепелёва.
В 1850 г. в Глинках и Шепелёвке было 3 помещика.
До 1924 года деревня входила в состав Горностаевской волости Михайловского уезда Рязанской губернии.

## Население
| 1859 | 1906 | 1929 | 2007 | 2010 |
| ---- | ---- | ---- | ---- | ---- |
| 233  | ↗245 | ↘206 | ↘7   | ↘1   |